# Dymasius sumbaensis
Dymasius sumbaensis är en skalbaggsart som beskrevs av Franz 1972. Dymasius sumbaensis ingår i släktet Dymasius och familjen långhorningar. Inga underarter finns listade i Catalogue of Life.